# Berkheya barbata
Berkheya barbata là một loài thực vật có hoa trong họ Cúc. Loài này được (L.f.) Hutch. mô tả khoa học đầu tiên năm 1932.